# Chronicon Salernitanum
Il Chronicon Salernitanum, o Chronicon Anonymi Salernitani, è una cronaca anonima, scritta probabilmente attorno al 990 (974 secondo altri), che narra vicende riguardanti soprattutto i laici dei principati di Benevento e Salerno. Costituisce una fonte importantissima per lo studio della storia dei principati della Langobardia Minor dall'VIII al X secolo.
Inizia con il racconto, tratto dal Liber Pontificalis, dei tentativi di impadronirsi di Roma attuati dai Longobardi a partire dall'VIII secolo e della conseguente fine del Regno longobardo causata dall'intervento di Carlo Magno in difesa del Papa.
La narrazione termina bruscamente nel 974 mentre il principe di Capua e di Benevento con Pandolfo Testadiferro si accinge ad assediare Salerno, dove erano asserragliati coloro che avevano spodestato il principe di Salerno Gisulfo.

## Autore
Il Chronicon ci è giunto in forma di compilazione anonima che antichi autori tendevano erroneamente ad attribuire ad Erchemperto. 
La narrazione della congiura contro Gisulfo è particolarmente viva e dettagliata e fa ritenere che il cronista fosse contemporaneo a questo episodio. In generale, l'autore appare ben informato sugli avvenimenti della sua epoca e su quelli che riguardano in particolare la città con i suoi personaggi. Si ritiene pertanto che debba essersi trattato di un cittadino salernitano, nato all'incirca nel secondo quarto del X secolo. Il cronista mostra inoltre una serie di conoscenze che fanno pensare a lui come alla figura di un religioso. 
Non ci sono neppure dediche, ma solo un cenno a un antenato dell'autore, un certo Radoaldo, che fu tra coloro che lasciarono il principato di Benevento per dissapori con il principe Sicardo (832-839).
Huguette Taviani-Carozzi ha attribuito l'opera a Radoaldo di Salerno, abate del monastero benedettino di Salerno.

## Valore documentario e letterario
Il Chronicon Salernitanum, a differenza delle altre cronache dell'epoca, è caratterizzato da un certo gusto per la narrazione e da una ricchezza di dettagli e notizie, quasi sempre controllate, da cui è stato possibile trarre molte preziose informazioni sulla vita quotidiana e la mentalità del suo tempo. Queste caratteristiche hanno conferito all'opera una lunga fortuna, nonostante una certa indulgenza del suo estensore che lo porta a indugiare su tratti prodigiosi e novellistici, e nonostante il perseguimento, a volte dichiarato, di fini edificatori. L'opera ha potuto beneficiare, così, della tradizione amanuense: una delle copie fu certamente nelle mani di Leone Ostiense che la tenne in debito conto. In tempi recenti da essa hanno largamente attinto storici della Longobardia meridionale come Wilhelm von Giesebrecht, Ferdinand Hirsch, Michelangelo Schipa.
La ricchezza espositiva non soggiace a una rigida e arida scansione cronologica, anche se una tale concezione narrativa non si compone in un'opera ordinata e compiutamente organica. 
A tal proposito, peraltro, è da aggiungere che lo stesso autore manifesta il proposito, tempo permettendo, di ampliare due parti dell'opera: è il caso del capitolo 163, sul vescovo salernitano Pietro, e del capitolo 165, sulla traslazione del corpo di San Matteo nella chiesa cattedrale di Salerno. 
È quindi plausibile che la mancanza di tempo, nel far venir meno l'autore ai suoi propositi, possa avergli precluso anche una progettata revisione e un riordino organico dell'intera opera. 
Secondo la Catholic Encyclopedia, il Chronicon rappresenta un'"eccezione degna di nota" nella scarsa produzione annalistica italiana: rispetto alle povertà delle altre opere, "estremamente barbare", il Chronicon Salernitanum "non manca di aspirazione a qualche forma di dignità letteraria" e "il contenuto è buono nonostante la mancanza di spirito critico che deturpa l'opera".
La lingua utilizzata è un latino che non può definirsi barbarico, nonostante le molte deviazioni dalla correttezza morfologica e sintattica, in parte forse dovute ad errori nella tradizione amanuense.

## Fonti
L'anonimo autore dà mostra in più punti di non essere un cronista improvvisato, dichiarando di essersi accinto alla scrittura attraverso la propedeutica frequentazione della letteratura storica precedente. Appare, inoltre, buon conoscitore degli archivi pubblici e privati della città e della regione. Le fonti utilizzate sono molteplici, compresa la Historia Langobardorum Beneventanorum di Erchemperto, ma l'autore non esclude, in molti casi, il ricorso a fonti orali.